# Suneeta Rao
Suneeta Rao (nacida el 5 de abril de 1967) es una cantante pop, bailarina y actriz de teatro india.

## Biografía
Suneeta Rao nació en Alemania. Realizó sus estudios superiores en el Colegio "St. Xavier" en Mumbai. Durante y después de la universidad, ella actuó en muchas obras de teatro, interpretando a Evita y en las obras musicales como "They're playing our Song and Greased Lightning".

## Carrera
Rao comenzó su carrera con Suneeta Senorita en 1989. Ella se hizo popular con un tema musical titulaDO "Paree Hoon". Lanzó un álbum en Hindi titulado "Dhuan" en 1991 con HMV, pues ella vendió más de 75.000 copias, con la colaboración de Leslie Lewis. Esta canción y el video, hicieron que Suneeta Rao sea una artista famosa y reconocida, lo que condujo a la prensa a coronarla cariñosamente para ser apodada como la "Paree de las Masas" .
Su primera y única participación, es cuando colaboró con AR Rahman con un tema musical titulado "Adi Paru Mangatha", que fue lanzado a partir de 1994. Para una película del cine tamil titulado "May Madham".
Lanzó un álbum en Hindi titulado "Talaash" en 1999 con HMV, con un tema musical que fue escrita y compuesta por Ranjit Barot. Suneeta Rao también ha realizado una serie de giras de conciertos por Pakistán y África, así como para varios otros proyectos para la televisión, el teatro y el cine.

## Discografía
- Suneeta Senorita (1989)
- Dhuan
- Talaash
- Ab ke baras
- Paree and other hits
- Choti Choti Batein
- Waqt